# Massimo Pupillo
Massimo Domenico Pupillo (Rodi Garganico, gennaio 1922 – Roma, dicembre 1999) è stato un regista italiano, inizialmente documentarista e poi dedito a film horror sotto gli pseudonimi di Max Hunter, Ralph Zucker o Massimo Pupillo , quello più noto.

## Biografia
Pupillo si avvicinò al cinema durante un lungo soggiorno in Francia a seguito della Seconda guerra mondiale in cui militò al fianco delle brigate partigiane francesi. Dopo essere tornato brevemente in Italia, fece ritorno in Francia dove ebbe le prime esperienze come assistente alla regia ed aiuto regista. Dopo essersi sposato nel 1958 con Paulette Farjon, da cui nel 1969 avrà un figlio, Massimo Pupillo, tornò in Italia per dedicarsi alla regia, inizialmente come documentarista (più di 200 i documentari firmati), e poi esordendo nel cinema firmando il soggetto del film L'amore primitivo, codiretto con Luigi Scattini nel 1964 e poi dirigendo alcuni lungometraggi di vario genere. 
L'esordio nell'horror avvenne nel 1965 quando diresse tre lungometraggi: il primo fu 5 tombe per un medium, del sottogenere gotico di moda nel periodo, interpretato da Barbara Steele, attrice britannica specializzata nel genere; seguì Il boia scarlatto, che firmò con lo pseudonimo Max Hunter, con effetti speciali di Carlo Rambaldi e, La vendetta di Lady Morgan, con Erika Blanc e Paul Muller. Nello stesso periodo lavorò anche a vari caroselli. Diresse poi un western scritto da Renato Polselli, Bill il taciturno (1967), e due mondo movie: Svezia inferno e paradiso (1967) e L'amore, questo sconosciuto (1969).
Per anni venne confuso con l'omonimo produttore Ralph Zucker, morto nel 1982.
Durante gli anni ottanta passò alla direzione di programmi educativi per Rai 3, dirigendo anche Sa Jana, l'audace impresa, un film documentario, remake di un suo precedente cortometraggio del 1961, Gli amici dell'isola, ambientato nella laguna di Cabras in Sardegna e interpretato da pescatori del posto senza attori professionisti e che non venne però mai distribuito.
Nel 1982 fu annunciato per errore il suo decesso: l'equivoco fu dovuto a un caso di omonimia. Il regista morì invece nel 1999.

## Filmografia

### Regista
- Memoria d'Italia - cortometraggio documentario (1958)
- Japigia - cortometraggio documentario (1958)
- Civiltà sul Mediterraneo - cortometraggio documentario (1959)
- Teddy, l'orsacchiotto vagabondo - documentario (1961)
- Gli amici dell'isola - documentario (1961)
- L'amore primitivo, co-diretto con Luigi Scattini (1962)
- 5 tombe per un medium (1965)
- Il boia scarlatto (1965)
- La vendetta di Lady Morgan (1965)
- Bill il taciturno (1967)
- Svezia inferno e paradiso, co-diretto con Luigi Scattini - documentario (1967)
- L'amore, questo sconosciuto - documentario (1969)
- Giovane Italia, giovane Europa, Maeternick - film TV (1970)
- Sa Jana, l'audace impresa - documentario  (1981)

### Produttore
- Eva la Venere selvaggia (1968)
- Il plenilunio delle vergini (1973)